# Aqua Data Studio
Aqua Data Studio es una herramienta para tareas de administración, diseño y consulta de bases de datos múltiples de AquaFold. Aqua Data Studio se conecta con las principales bases de datos relacionales, lo que facilita la realización de consultas SQL, el diseño de la estructura de las bases de datos, la administración de servidor y la comparación y conversión de bases de datos. La aplicación está escrita en el Java, lo que permite su ejecución en Windows, Linux y OSX.

## Bases de datos compatibles
Aqua Data Studio puede conectarse simultáneamente con múltiples bases de datos, como bases de datos de diferentes tipos. Aqua Data Studio se ajusta automáticamente a las variaciones en los dialectos SQL y a las definiciones de tipos de datos de las bases de datos relacionales compatibles. Aqua Data Studio se conecta con los principales tipos de bases de datos:
Apache Derby, Aster Data Systems nCluster, DB2 iSeries, DB2 LUW, DB2 z/OS, Greenplum, Informix, MySQL, Netezza, Oracle, ParAccel, PostgreSQL, SQLite, Microsoft SQL Server, Sybase Anywhere, Sybase ASE, Sybase IQ, Teradata, Vertica.

## Características del producto
Administrador de objetos de esquema de bases de datos, herramienta de consulta y análisis, shell de línea de comandos SQL, editor de datos de tabla, herramienta importar/exportar, depurador SQL, modelador ER, creador de consultas visuales, herramienta comparar esquema, historial SQL, gran cantidad de herramientas de administración de bases de datos, shell SSH, integración de control de versión para Subversion, Git, Perforce y CVS.
Aqua Data Studio también incluye una API abierta en su funcionalidad básica, disponible a través de un lenguaje de scripting JavaScript.

### Ventana de Analizador de Búsqueda
Aqua Data Studio es un sofisticado analizador de búsqueda que permite a los usuarios trabajar con consultas de base de datos con RDBMS específico sintaxis enfocado y autofinalización para desarrollar y probar consultas SQL. Otras características que pueden darle rapidez al proceso de desarrollo incluyen SQL automatización, autodescribir y resultados clasificados por rejilla-múltiple. El analizador de búsqueda también proporciona al lado del cliente la habilidad de hacer encuadernación variable, dejando a un usuario Cumplir con procedimientos o funciones guardadas con variables locales y encuadernados a recibir parámetros afuera. La ventana de búsqueda también proporciona dos módulos de operación, usando una vista de ventana partida o de pestaña múltiple para el redactor y los resultados de búsqueda.

### Buscador de Esquema Y Redactor Visual
Su capacidad de examinar visualmente permite entender la estructura y dependencias del esquema de la base de datos con un toque del ratón. El examinador de esquema también deja editar visualmente cualquier objeto de esquema con una forma de diseño gráfico a CREAR, ALTERAR o BOTAR al objeto. Editando visualmente sostiene Tablas, Índices, Procedimientos, Tipos de Data y otros objetos del esquema. El editor visual también proporciona una vista preliminar de SQL de todas las órdenes ejecutables para cometer la operación.

### Extracción de Esquema y Escritura de DDL
Su habilidad de examinar gráficamente te deja extraer la definición de la estructura de todos los objetos del esquema y a escribir el SQL DDL y el DML (ejemplo: CREAR, ALTERAR, BOTAR, ESCOGER, INSERTAR, ACTUALIZAR O BORRAR) sintaxis para los objetos de los esquemas de las bases de datos (incluyendo Rejillas, Vistas, Gatillos, Procedimientos Guardados y Funciones).

### Redactor de Tabla de Data
Un poderoso Redactor de Tabla de Datos te da la habilidad de modificar y guardar los resultados gráficamente. Simplemente escribiendo una declaración de tabla SELECT en el Analizador de Búsqueda y oprimiendo el botón de "Ejecutar Corrección," se abre una ventana separada con el resultado, que puedes revisar y guardar. También puedes examinar en una tabla del buscador de esquema y seleccionar la Tabla de Editar en la barra de menús para editar los primeros mil archivos.

### Plano de Explicación Visual
El analizador de búsqueda deja a los usuarios generar planos de explicación visuales con o sin ejecutar las declaraciones de SQL. Estos planos pueden ser visualizados en tabla de árbol o en diagrama. También se le puede activar la habilidad de ejecutar cada vez que declaraciones son ejecutadas, o se pueden ejecutar individualmente con el mando "Ejecutar Explicación" en la ventana de búsqueda. Corrientemente apoya a Oracle, DB2 y Microsoft SQL Server, proporcionando una interfaz común y fácil de usar para los tres bases de datos.

### Editando Visualmente para Almacenar
Permite CREAR, ALTERAR, CAMBIAR TAMAÑO y BOTAR aparatos de almacenar para cada base de datos. El buscador de esquema te deja navegar por la estructura del almacén, alterar visualmente cualquiera de los componentes de los objetos del almacén y cometer los cambios. El editor visual también te proporciona una vista de antemano del SQL que se va a usar para cometer los cambios. De los objetos que se apoyan se incluyen Bases de datos, Espacios de Tabla, Archivo de Data, Segmentos de Regresión, Registro de Rehacer, Contenedores y Aparatos de Reenforzadar/Descargar.

### Editando Visualmente Objetos de Seguridad
Su habilidad para Editar Visualmente te deja CREAR, PERMITIR, REVOCAR Y BOTAR objetos de seguridad y permisos para cada base de datos. El buscador de esquema te deja navegar la estructura del almacén, alterar visualmente cualquiera de los componentes de los objetos de seguridad y cometer los cambios. El editor visual también te proporciona una vista de antemano del SQL que se va a usar para ejecutar los cambios. De los objetos que se apoyan se incluyen Usuarios, Papeles, Retrato, Iniciación de sesión, Papeles de Servidor y Permisos de Objetos/Columnas.

### Extracción de Objeto y Escritura de DBA
Su habilidad de examinar gráficamente te deja examinar entre todos los objetos de administración de bases de datos y sacar las definiciones para escribir el SQL DDL sintaxis para creando, alterando y botando los objetos de almacenar y seguridad (incluyendo bases de datos, espacios de tabla, archivo de data, contenedores, usuarios, grupos/papeles y retrato).

### Herramienta de Importar y Exportar
Su herramienta de importación deja importar cualquier archivo de texto demarcado a un archivo existente o nuevo. El ayudante de importación te proporciona una interfaz fácil de usar que guía a través del proceso de importación y te proporciona una vista preliminar de la información que va a ser importada antes de llevarla a cabo. La herramienta de exportación deja que se exporte el contenido de cualquier tabla o el resultado de cualquier declaración de SELECT. La información exportada puede ser salvada en un archivo de texto demarcado o un archivo con declaraciones de INSERTAR. Aqua Data Studio también tiene una barra de menús de "Herramientas" que es sensitiva al contexto en el buscador de esquema. Esto deja a usuarios examinar el esquema de la Tabla que va a ser exportada y después comenzar la herramienta. La Herramienta va a usar la conexión del servidor corriente y la selección actual de base de datos/esquema/tabla.

## Crónica de Versiones Publicadas
- 2007 Sep: ADS 6.5 RC1 Publicado
- 2007 Jan: ADS 6.0 Publicado
- 2006 Apr: ADS 4.7 Publicado
- 2005 Oct: ADS 4.5 Publicado Feb: ADS 4.0 Publicado
- 2004 Jun: ADS 3.7 Publicado
- 2003 Oct: ADS 3.5 Publicado May: ADS 3.0 Publicado Feb: ADS 2.0 Publicado Jan: ADS 1.5 Publicado
- 2002 Nov: ADS 1.0 Publicado Jan: ADS desarrollo comienza

## Licencias
Aqua Data Studio está registrado con una licencia privada comercial. AquaFold ofrece un periodo de evaluación plenamente operativo de 14 días. AquaFold también ofrece licencias sin costo a los desarrolladores involucrados activamente en el desarrollo de software de código abierto.